# GODDESS〜新しい女神〜
「GODDESS〜新しい女神〜」（ガッデス〜あたらしいめがみ〜）は、久保田利伸の3枚目のシングル。1987年2月26日に発売された。発売元はCBS/SONY。

## 背景
前作「TIMEシャワーに射たれて…」から2ヶ月ぶりのシングルで、表題曲はDAIHATSU CHARADEのCMソングに起用された。

## リリース
1987年2月26日に、CBS/SONYからEP盤と、シングルカセットの2形態でリリースされた。

### 再発盤
1989年11月1日にCDシングル、2005年8月24日にマキシシングルにて再発売された。

## 収録曲
| 全作詞: 川村真澄、全作曲: 久保田利伸、全編曲: 杉山卓夫。 |                           |          |            |      |
| #                                                        | タイトル                  | 作詞     | 作曲・編曲 | 時間 |
| 1.                                                       | 「GODDESS〜新しい女神〜」 | 川村真澄 | 久保田利伸 | 4:34 |
| 2.                                                       | 「一途な夜、無傷な朝」    | 川村真澄 | 久保田利伸 | 4:10 |
| 合計時間:                                                | 合計時間:                 | 8:44     |            |      |